# Nino Assirelli
Pour les articles homonymes, voir Assirelli.
Nino Assirelli (né le 23 juillet 1925 à San Varano Di Forli, en Émilie-Romagne, et mort le 8 juillet 2018 à Forli) est un coureur cycliste italien, dont la carrière s'est déroulée durant les années 1950. Principalement équipier, il est surtout connu pour ses longues échappées.

## Biographie
Passé professionnel en 1952, Nino Assirelli a été équipier d'Ercole Baldini et de Pasquale Fornara. En 1953, il remporte la cinquième étape du Tour d'Italie, pour sa première participation à l'épreuve, après une longue échappée. L'année suivante, en 1954, il mène une nouvelle échappée avec le Suisse Carlo Clerici sur la sixième étape (Naples-L'Aquila), pour ce qui est l'une des plus célèbres fughe bidone de l’histoire du cyclisme. Devancé au sprint par celui-ci à l'arrivée, il se console néanmoins avec un gain de plus d'une demi-heure sur les favoris, qui lui permet de se classer troisième de ce Giro, derrière Clerici et Hugo Koblet, et juste devant son compatriote Fausto Coppi, quatrième. 
En 1957, il termine huitième du Tour de Suisse. En 1960, il obtient sa deuxième grande victoire sur la sixième étape du Tour d'Espagne. 
Une fois sa carrière terminée, il prend la direction d'une magasin de pêche et de chasse à Forli avec son frère Alberto, lui aussi ancien cycliste professionnel. Il meurt dans cette commune le 8 juillet 2018 à 92 ans.

## Palmarès
- 1948
  - Coppa Valle del Metauro
- 1951
  - 2e du Circuito San Vittore
- 1953
  - 5e étape du Tour d'Italie
- 1954
  - 3e du Tour d'Italie
- 1955
  - Tour des Pouilles et Lucanie
- 1957
  - 8e du Tour de Suisse
- 1960
  - 6e étape du Tour d'Espagne

## Résultats sur les grands tours

### Tour d'Italie
6 participations
- 1953 : 61e, vainqueur de la 15e étape
- 1954 : 3e
- 1955 : 55e
- 1956 : 31e
- 1957 : 58e
- 1958 : 69e

### Tour d'Espagne
2 participations
- 1957 : 51e
- 1960 : abandon (13e étape), vainqueur de la 6e étape